# Jerzy Tiuryn
Jerzy Tiuryn (ur. 3 grudnia 1950) – polski matematyk i informatyk, profesor nauk matematycznych. Specjalizuje się w bioinformatyce, logice matematycznej, obliczeniowej biologii molekularnej oraz teorii obliczeń. Profesor zwyczajny Instytutu Informatyki Wydziału Matematyki, Informatyki i Mechaniki Uniwersytetu Warszawskiego.

## Życiorys
Studia informatyczne ukończył na Uniwersytecie Warszawskim, gdzie następnie został zatrudniony i zdobywał kolejne awanse akademickie. Stopień doktorski uzyskał w 1975 na podstawie pracy pt. M-Groupoid as a Tool to Investigate Mathematical Models of Computers and Programs, przygotowanej pod kierunkiem prof. Heleny Rasiowej. Tytuł naukowy profesora nauk matematycznych otrzymał w 1991. Był członkiem Komitetu Matematyki PAN. Wypromował 12 doktorów. W latach 2005–2012 był prodziekanem Wydziału Matematyki, Informatyki i Mechaniki UW ds. nauki i współpracy z zagranicą.
Autor i współautor wielu książek, w tym m.in. Dynamic Logic (współautor wraz z Davidem Harelem i Dexterem Kozenem, MIT Press 2000, ISBN 978-0-262-26302-3) oraz podręcznika Wstęp do teorii mnogości i logiki (wiele wydań, np. Wrocław 2003, ISBN 83-917081-5-2). Swoje prace publikował w takich czasopismach jak m.in. „Bioinformatics”, „The Journal of Symbolic Logic”, „Journal of Biomedical Informatics”, „BMC Bioinformatics” oraz „Journal of Computational Biology”.
Od 1996 jest członkiem Academia Europaea. W latach 2008–2010 był pierwszym prezesem i współzałożycielem Polskiego Towarzystwa Bioinformatycznego. W 2011 wybrany na członka rady European Research Consortium for Informatics and Mathematics (ERCIM).